# Emund der Alte
Emund den gamle (der Alte) (* Ende des 10. Jahrhunderts; † 1060) war von 1050 bis 1060 König von Schweden. Seine Ehefrau ist nicht bekannt. 
Emund war der uneheliche Sohn König Olofs III. und der Wendin Edla. Er diente eine gewisse Zeit den Fürsten von Kiew. Nach dem Tod seines Stiefbruders Anund Jakob wurde Emund 1050 König von Schweden.
Bischof Adam von Bremen bescheinigte ihm einen schlechten Leumund, was aber auch daran liegen kann, dass Emund Bischof Åsmund unterstützte, der von der orthodoxen Kirche beeinflusst wurde. Aber er hatte immerhin in mehreren mittelalterlichen Quellen den Beinamen „slemme“ (der Schlimme) erhalten.
Unter seiner Regierung wurde zum ersten Mal die Grenze zwischen Schweden und Dänemark festgelegt. Denn zwischen dänischen und schwedischen Siedlungen lagen weite unbewohnte Gebiete. Dies soll bald nach einer Zusammenkunft zwischen ihm und Sven Estridsson geschehen sein. Ob er dabei Blekinge abgetreten haben soll, wie ihm vorgeworfen wurde, ist nicht sicher.
Da sein einziger Sohn Anund schon 1056 im Kampf gegen die Kväner infolge einer Vergiftung gestorben war, erlosch mit Emund 1060 die männliche Linie der Ynglinger auf dem schwedischen Königsthron. Eine Tochter war möglicherweise mit Stenkil Ragnvaldsson vermählt.